# Отдел „Пропаганда и агитация“ при ЦК на БКП
Отделът „Пропаганда и агитация“ при ЦК на БКП [до 27 декември 1948 г. БРП (к.)] е помощен орган на ЦК на БКП.
Той е сред първите отдели на ЦК, създаден е непосредствено след 9 септември 1944 г. Съществува като самостоятелен отдел през целия период.
Вътрешната структура, задачите и функциите му са променяни многократно в резултатат от измененията в политическата и агитационно-пропагандната дейност на БКП.

## Наименования
- Отдел „Агитпроп“ при ЦК на БКП (1944 – 1948)
- Отдел „Пропаганда и агитация“ при ЦК на БКП (1948 – 1984; 1988 – 1989)

## Завеждащи отдела
- Рубен Аврамов (1944 – 1947; 1949 – 1950)
- Митко Григоров (1950 – 1954)
- Екатерина Аврамова (1956 – 1957)
- Митко Григоров (1957 – 1958)
- Лъчезар Аврамов (1959 – 1960)
- Васил Иванов (1961 – ?)
- Давид Елазар (1966 – 1968)
- Крум Василев (1968 – 1972)
- Петър Младенов (1971 – 1972)
- Димитър Димитров (1972 – 1973)
- Стоян Михайлов (1973 – ?)
- Лазар Причкапов (1981 – 1983)
- Милко Балев (1983 – 1989) – като секретар на ЦК по пропагандата и агитацията